# Carathis melamera
Carathis melamera là một loài bướm đêm thuộc phân họ Arctiinae, họ Erebidae.